# Autoroute A-70 (Espagne)
Pour les articles homonymes, voir A70.
L'autoroute A-70 appelée aussi Circunvalación de Alicante est une autoroute urbaine de la province d'Alicante qui entoure sa capitale par le Nord en desservant les différentes zones de la ville.
Cet axe est issu du déclassement de l'A-7 desservant la capitale de la province. Son trafic a significativement diminué depuis la récente ouverture du tronçon de l'AP-7 contournant l'agglomération par le Nord. L'A-70 est de ce fait destinée au trafic local.
D'une longueur de 16 kilomètres, elle relie l'AP-7 à l'Est à l'A-31 à l'Ouest.
Elle est composée de cinq échangeurs qui desservent le centre-ville, l'université ainsi que le port.

## Tracé
- Elle se déconnecte de l'AP-7 tout près de Campello pour ensuite entamer le contournement d'Alicante par le nord.
- Elle croise l'A-77 au nord ouest de la ville. C'est voie rapide urbaine qui accède au nord d'Alicante en venant d'Alcoy.
- Quelques kilomètres plus loin la rocade croise l'A-31, l'autoroute qui vient de Madrid et qui dessert le Port d'Alicante. Après cela l'A-70 change de nom et reprend son nom initial A-7 afin de poursuivre son chemin le long de la mer Méditerranée vers Elche et Murcie.

## Sorties
- Échangeur autoroutier entre AP-7 et A-70 en provenance de Valence +  El Campello (sortie de section payante)
- 0 (de et vers Murcie) : El Campello ( CV-775 ) - La Vila Joiosa ( N-332 )
- 1 : San Juan de Alicante, Campello ( N-332 ) - Mutxamel, Xixona ( CV-800 )
- Tunnel de San Juan (1 840 m)
- 6 : Alicante-nord/Av. de Denia
- 10 : Alicante - Villafranqueza
- 12 : San Vicente del Raspeig, Université d'Alicante ( A-77a )
- 13  Échangeur autoroutier entre A-70 et A-77 : Alcoy, Valence (A-7A-77) - Madrid (AP-7)
- 17  Échangeur autoroutier entre A-70 et A-31 : Alicante-Centre/Ouest/Port, Madrid (A-31)
- 22 : Torrellano ( N-340 ) - El Altet, Santa Pola ( N-332 ) - Aéroport d'Alicante-Elche ( N-338 )
- Aire de service Elche (dans les deux sens)
- 30  Échangeur autoroutier entre A-7 (Murcie, Almeria ou Madrid, Valence), A-70 et EL-20 (Elche)